# North Newton (Kansas)
North Newton – miasto w Stanach Zjednoczonych, w stanie Kansas, w hrabstwie Harvey.